# 34814 Muthukumar
34814 Muthukumar è un asteroide della fascia principale. Scoperto nel 2001, presenta un'orbita caratterizzata da un semiasse maggiore pari a 2,697815 UA e da un'eccentricità di 0,113503, inclinata di 9,177196° rispetto all'eclittica. Ha un diametro di 8,615 km e un'albedo di 0,050.
Pragati Muthukumar si è classificata al secondo posto all'Intel International Science and Engineering Fair del 2018 per il suo progetto in scienze vegetali. Ha frequentato la Commack High School di Commack, New York, Stati Uniti.